# Pieter Mattheus de Ridder
Petrus Mattheus de Ridder (Deurne-Borgerhout, 23 februari 1779 – Deurne, 14 november 1866) was een Belgisch politicus.
De Ridder was gemeentesecretaris van Deurne-Borgerhout (1808-1846) en van Borsbeek (1830-1846). Vanaf 19 april 1808 was hij naast secretaris ook adjunct agent municipal der gemeente onder de Franse Republiek. Hij was waarnemend burgemeester van Deurne-Borgerhout vanaf 7 maart 1816 tot 29 oktober 1818, als opvolger van Pierre de Broëta, tot een Koninklijk Besluit Pieter Gysels als burgemeester aanstelde.
Zijn zoon Petrus Egbertus De Ridder volgde hem op als gemeentesecretaris van Deurne. Zijn zoon Carolus Bartholomeus De Ridder was priester en archivaris van het aartsbisdom Mechelen.